# 1924 en architecture
| Années de l'architecture : 1921 - 1922 - 1923 - 1924 - 1925 - 1926 - 1927    |
| Décennies de l'architecture : 1890 - 1900 - 1910 - 1920 - 1930 - 1940 - 1950 |

Cet article présente les faits marquants de l'année 1924 en architecture.

## Réalisations
- Gerrit Rietveld construit la maison Schröder à Utrecht.
- Église protestante de Poliez-Pittet dans le canton de Vaud, en Suisse.
- Teatro Coliseo España à Séville.

## Événements
- Fondation du groupe Zehnerring en Allemagne.

## Récompenses
- x

## Naissances
- 14 juin : Arthur Erickson.
- 14 août : Sverre Fehn.
- Agustín Hernandez.

## Décès
- 17 février : Henry Bacon (° 28 novembre 1866).
- 14 avril : Louis Sullivan (° 1856).
- 23 avril : Bertram Goodhue (° 1869).
- 26 juillet : Giovanni Battista Bossi (° 5 mai 1864).